# Представнички дом Сједињених Америчких Држава
Представнички дом Сједињених Америчких Држава (енгл. United States House of Representatives) један је од два дома у Конгресу Сједињених Америчких Држава, који има дводомну (бикамералну) структуру. Други дом Конгреса је Сенат Сједињених Америчких Држава.
Први члан Устава Сједињених Америчких Држава одређује која овлашћења има Представнички дом. Тако овај дом доноси федералне законе који важе на цијелој територији САД. Законе које усвоји Представнички дом мора одобрити и Сенат, а мора их потписати предсједник САД. Уколико предсједник стави вето на закон, он неће ступити на снагу, осим ако и Представнички дом и Сенат поново не изгласају закон двотрећинском већином у сваком дому.
Број представника који ће имати нека савезна држава у Представничком дому зависи од броја становника сваке државе, односно пропорционалан је том броју, али је свакој савезној држави загарантовано најмање једно мјесто. Представнички дом је првобитно имао свега 65 посланика из 13 држава (биран је један представник на сваких 30.000 становника). Са растом броја становника растао је и број посланика (конгресмена) у Представничком дому, али и квота од 30.000 становника (на колико је долазио један посланик). Представнички дом је 1920. имао 435 посланика (тада се бирао један на сваких 350.000 становника), а тај број требало је да се повећа већ 1929. године. Тада је одлучено да ће се у овај дом трајно бирати 435 посланика без обзира на пораст становништва. Тренутно се број посланика из појединачних савезних држава одређује на основу пописа становништва који се врши сваких 10 година. Најмногољуднија савезна држава Калифорнија тренутно има 53 посланика.
Представнички дом, по Уставу има неколико искључивих надлежности:
- да иницира доношење закона који се тичу пореза;
- да покреће опозив (импичмент) федералних службеника;
- да бира предсједника у случају да електорски колегијум није у могућности да то уради.

За предсједника Представничког дома се обично бира шеф посланичке групе странке која има већину у дому.